# Râul Valea Ursului, Valea Calului
Râul Valea Ursului este un curs de apă, afluent al Valea Calului. 